# Науши

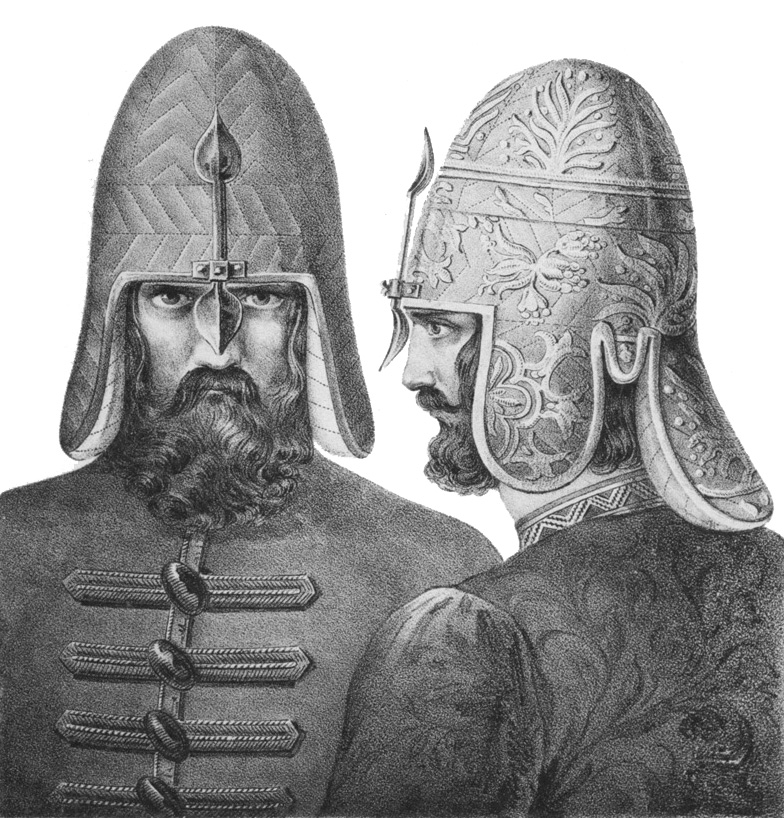
Шапки бумажные, с железным носом, наушами и назатыльником

Науши или уши, ланитники, наушия, нау́шина — принадлежности древнерусского охранительного (оборонительного) вооружения, изготавливались из сукна, шёлковых или бумажных (хлопок) материй, с толстой пуховой, ватной, хлопчатобумажной или пеньковой подкладкой, кожи, железа и меди, как элемент (аксессуар) шлема ратника.
Науши для защиты ушей, а иногда щёк, лица, шеи и плеч, могли быть матерчатыми, кольчатыми или пластинчатыми доспехами, обрамляющими шлем по нижнему краю вместе с назатыльником.
Науши закрывали уши и боковые стороны головы и шеи, иногда и плечи; в некоторых случаях грудь и нижнюю часть лица.
Науши или уши встречались в основном на Руси или в восточных государствах и странах (краях), европейские воины использовали ланитники.
Науши могли закрывать низ лица (в этом случае часть, закрывавшая лицо, отстегивалась с одной или с двух сторон).

## Галерея

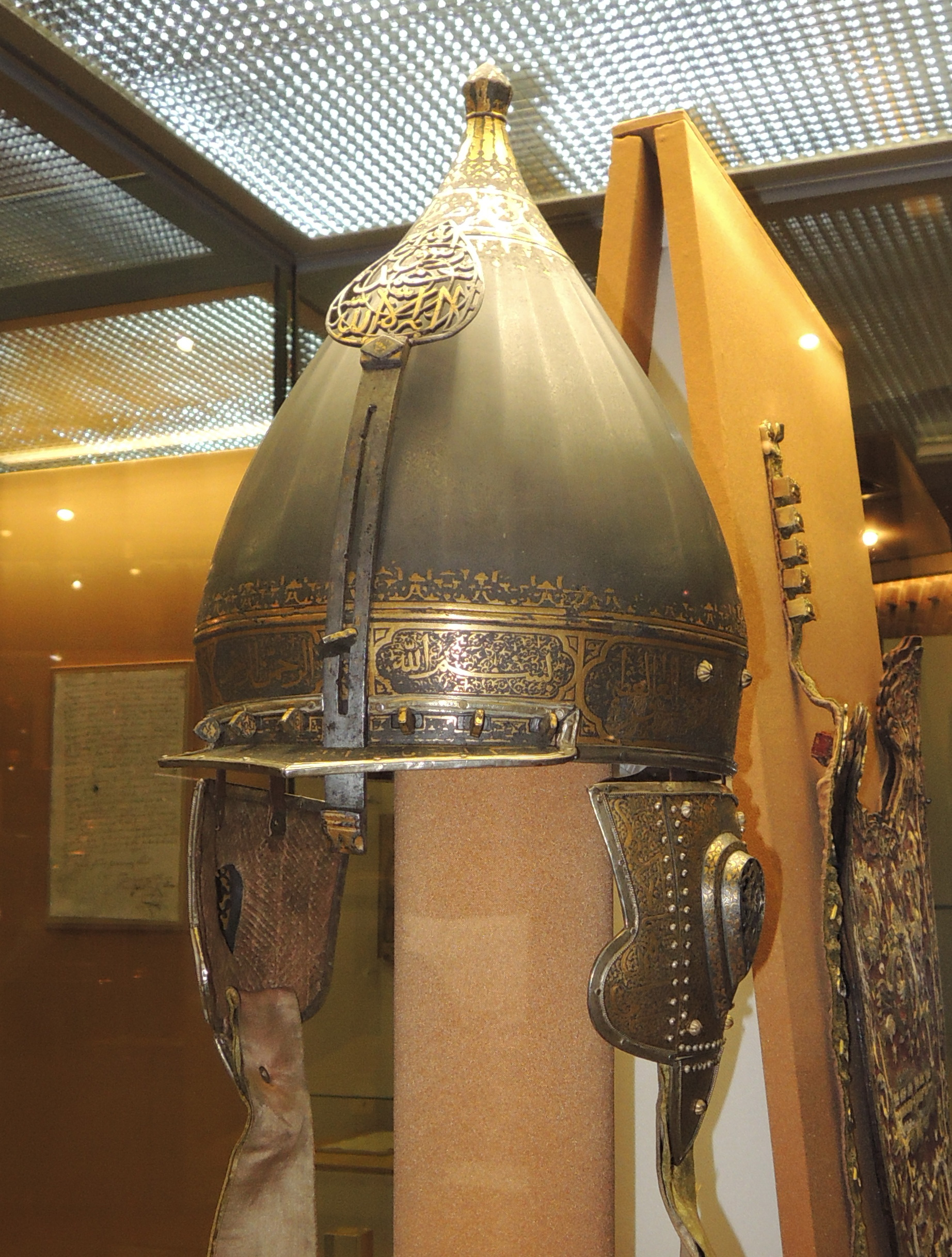
Ерихонка с наушами Алексея Михайловича
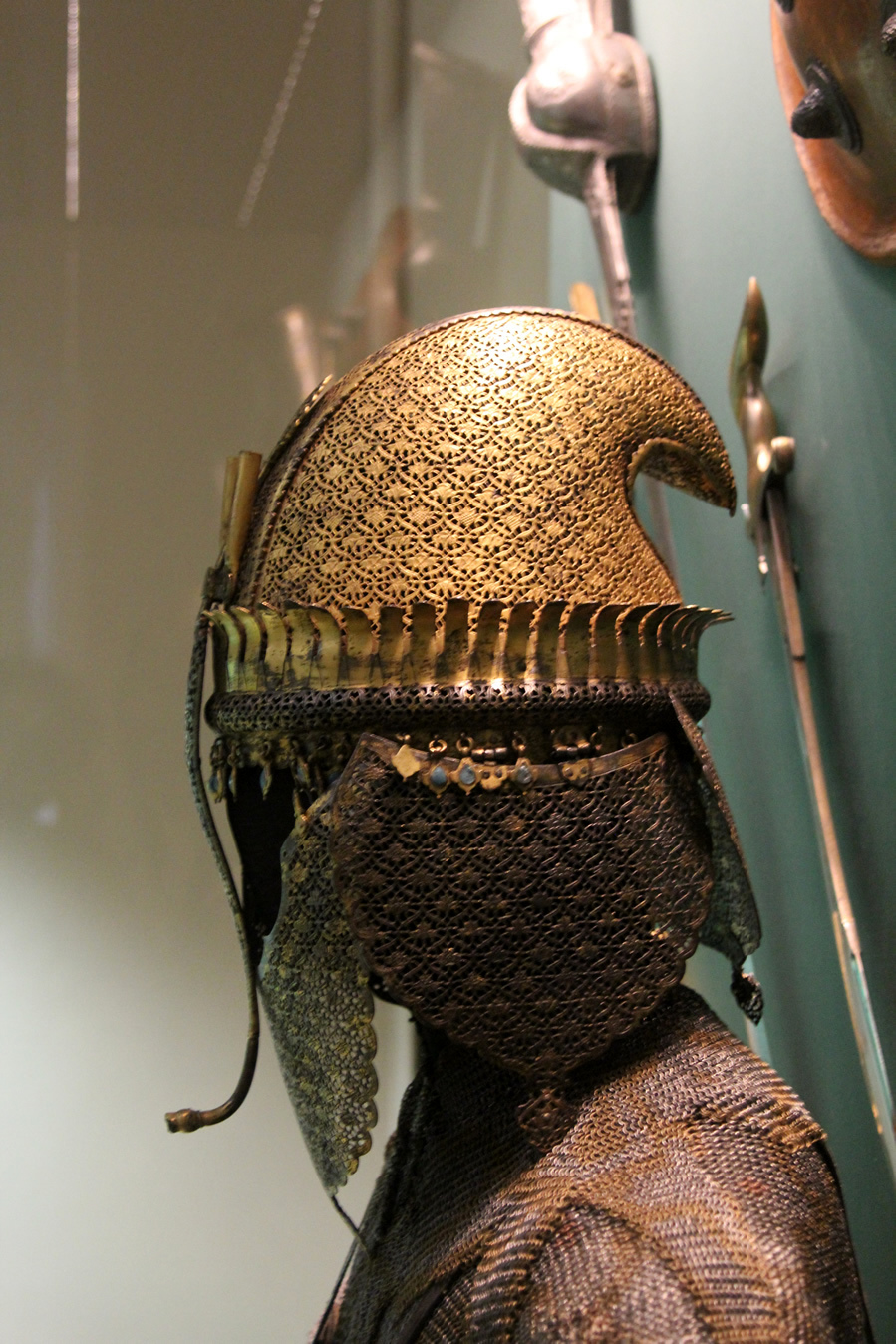
Шлем маратхов с наушами. Индия, нач. XVIII в. Государственный Эрмитаж (СПб.)
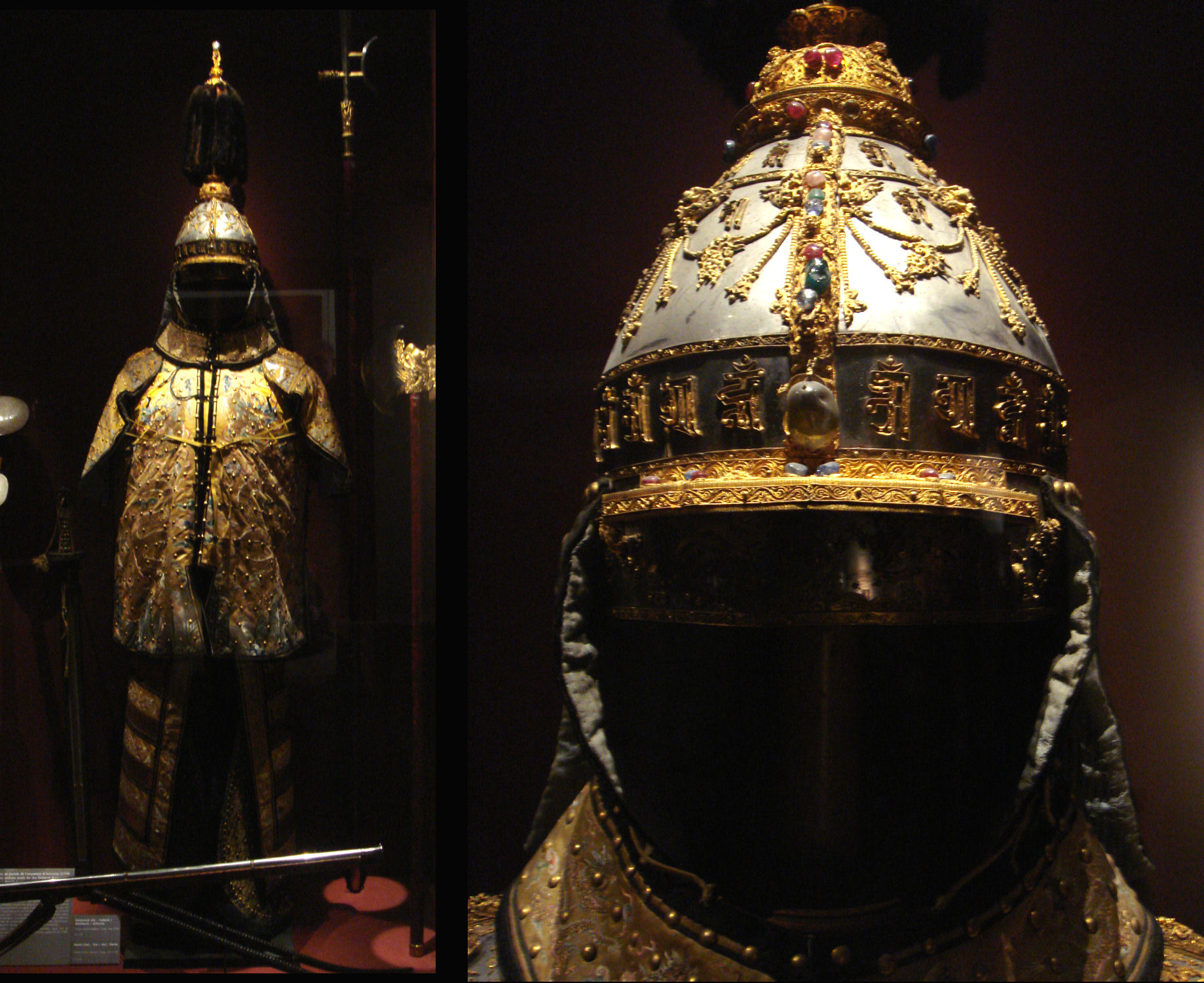
Маньчжурский шлем с наушими
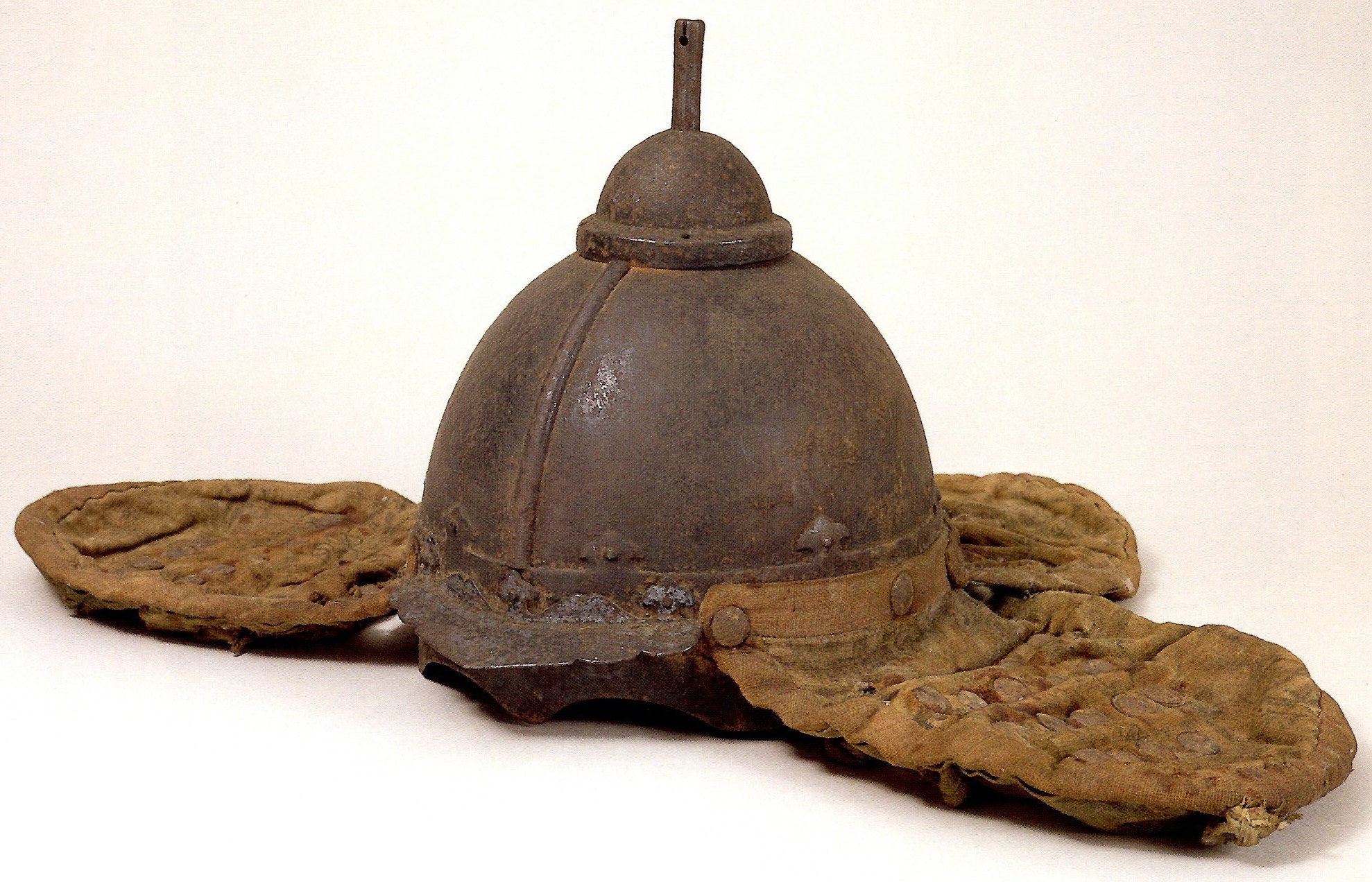
Монгольские науши на шлеме
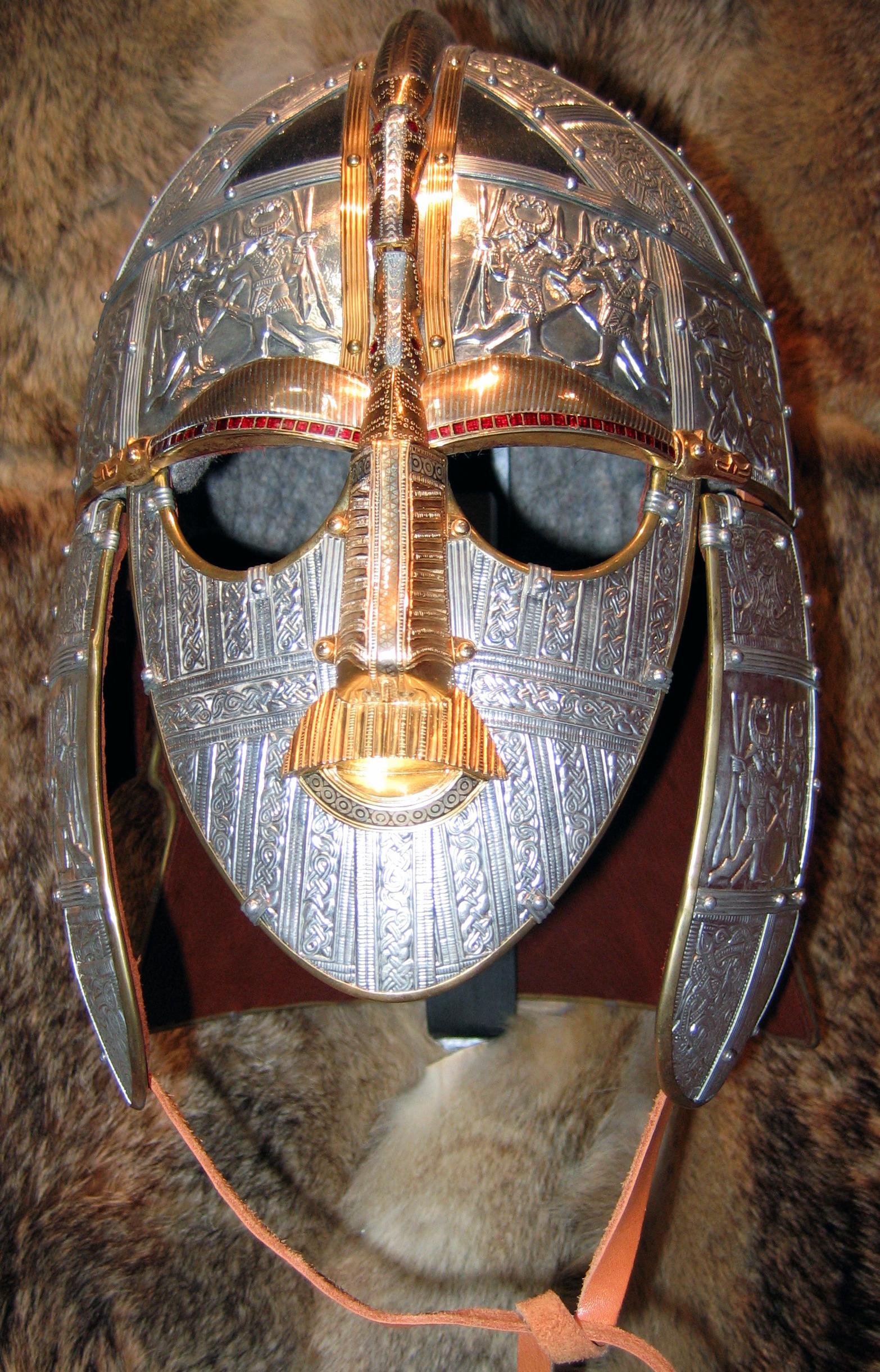
Реплика англо-саксонского шлема вендельского типа из захоронения Саттон-Ху в Англии, VII век
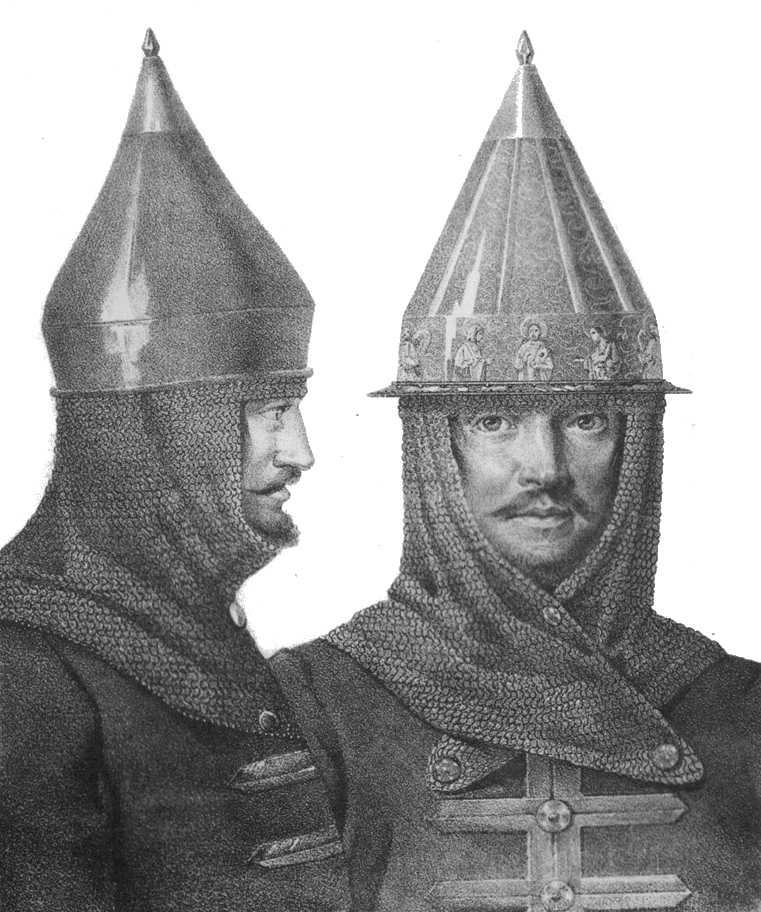
Русская кольчатая сетка (науши, нащёчники, назатыльник)